# Phaonia leichopodosa
Phaonia leichopodosa este o specie de muște din genul Phaonia, familia Muscidae, descrisă de Sun, Feng și Ma în anul 2001.
Este endemică în Sichuan. Conform Catalogue of Life specia Phaonia leichopodosa nu are subspecii cunoscute.